# عقله فیصل
عقله فیصل یک منطقهٔ مسکونی در قطر است که در شهرداری الریان واقع شده‌است. عقله فیصل ۱۷٫۸ کیلومتر مربع مساحت دارد ۱۲ متر بالاتر از سطح دریا واقع شده‌است.